# Karieng (Peusangan)
Karieng is een bestuurslaag in het regentschap Bireuen van de provincie Atjeh, Indonesië. Karieng telt 519 inwoners (volkstelling 2010).